# Hugo Fricke (Bratschist)

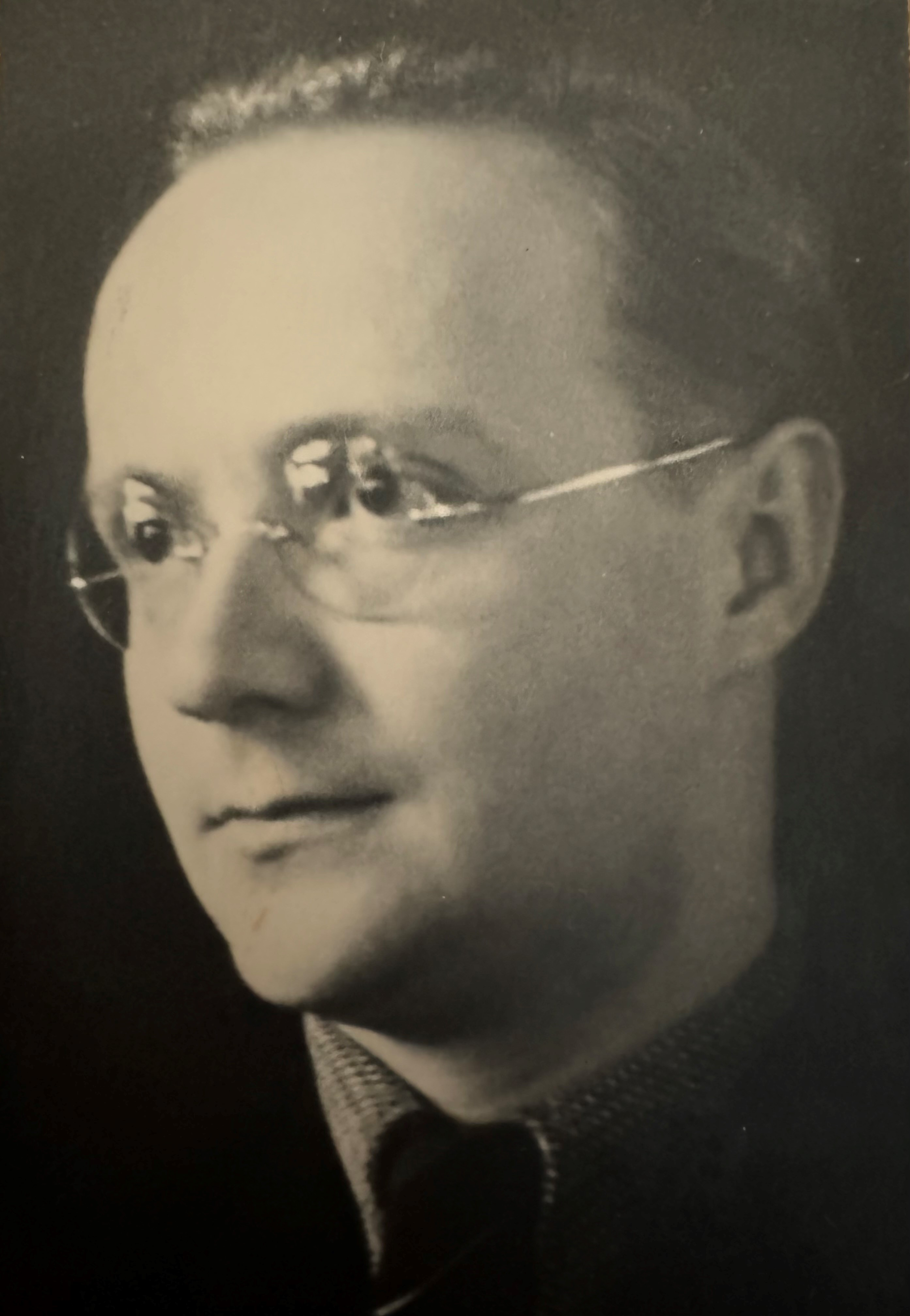
Hugo Fricke

Hugo Fricke (* 3. März 1906 als Karl Heinrich Hugo Fricke in Essen/Ruhr; † 9. April 1995 in Bielefeld) war ein deutscher Violinist, Bratschist und Komponist und einer der renommiertesten Bratschen-Solisten und Kammermusiker der ehemaligen DDR.

## Leben
Als Sohn des Violinisten Heinrich Fricke und Luise Fricke, geb. Klein, studierte Hugo Fricke zunächst von 1921 bis 1929 in seiner Heimatstadt Essen Geige bei Hans Funke und Alexander Kosmann, Musiktheorie beim Flötisten Paul Wetzger, sowie Komposition bei Prof. Ludwig Riemann. 1932 wurde er Kompositionsschüler von Paul Hindemith in Berlin.
Von 1924 bis 1929 musizierte er bei verschiedenen Essener Bühnen- und Lichtspielhäusern und als Bratschist im Jurisch-Quartett. Im Jahr 1928 wurde er von der Rex Film A.G. zunächst in Essen, ab 1929 in Berlin als Geiger, Bratscher, Arrangeur und Komponist verpflichtet. 1933–1944 spielte er mit Unterbrechungen als 1. Geiger und stellvertretender Konzertmeister zunächst unter Generalmusikdirektor Erich Orthmann in der Volksoper im Theater des Westens, nach dessen Ausbombung im schlesischen Hirschfeld. Auch seine kammermusikalische Tätigkeit führte er bis zu seiner Einberufung im September 1944 in der Kammermusik-Vereinigung Schloss Schönhausen sowie im Kruschek-Quartett fort.
Nach dem Krieg wurde Hugo Fricke ab 1946 Bratschist im Rundfunk-Sinfonieorchester Berlin (ab 1947 Solo-Bratschist) und dem dazugehörigen Kammerorchester Berlin. Von 1954 bis 1961 war er Teil des von Max Michailow gegründeten Michailow-Quartetts, mit dem er zahlreiche Aufnahmen einspielte. Nach Auflösung des Ensembles spielte er im Klinge- sowie im Hantzschk-Quartett.
Im Jahr 1978 zog Hugo Fricke zusammen mit seiner Frau Edda (geb. Mechel) nach Bielefeld, wo er 1995 starb.

## Komponistisches Schaffen

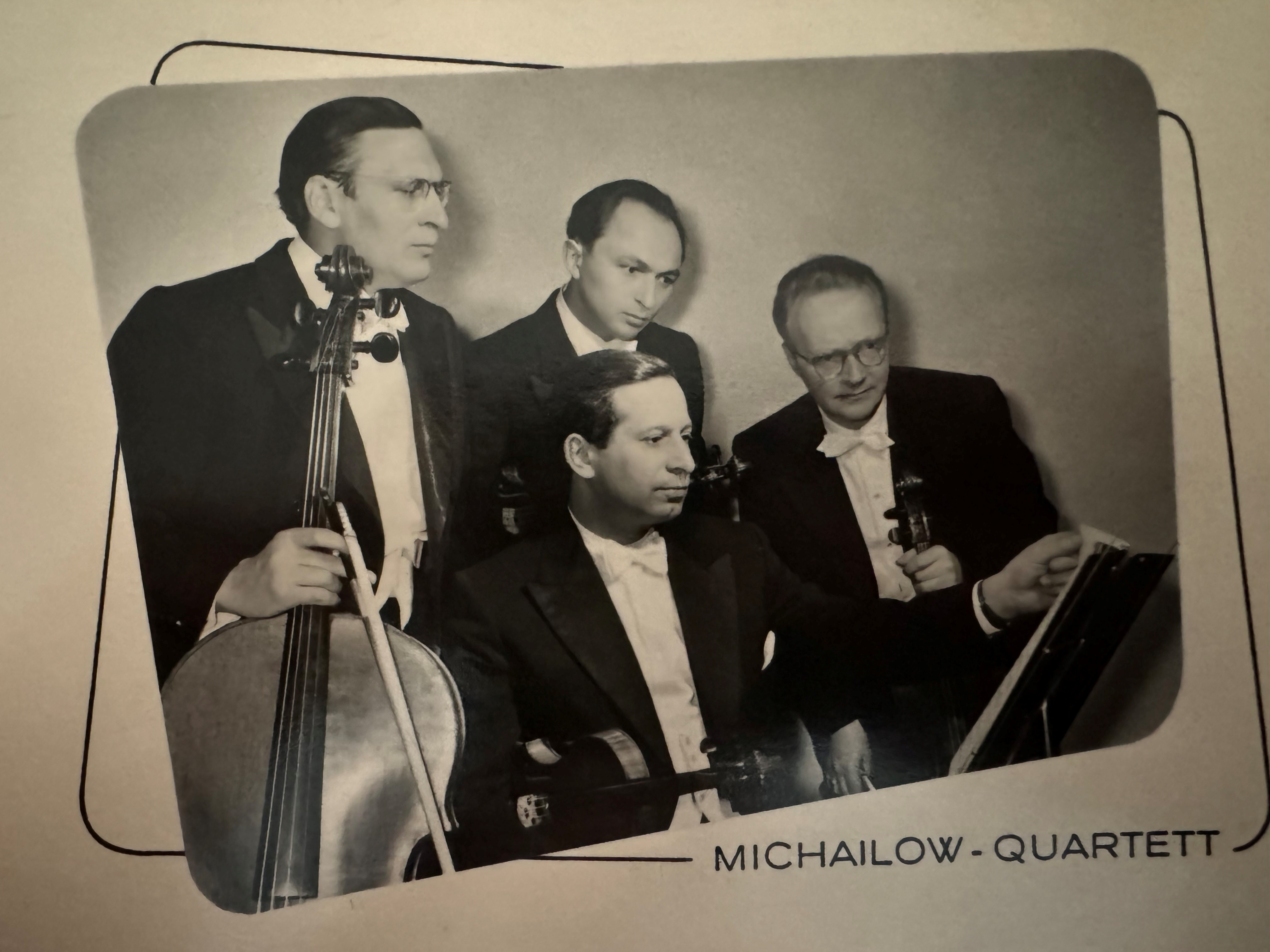
Michailow-Quartett v.l. Werner Haupt (Violoncello), Max Michailow (Violine), Helmut Pietsch (Violine), Hugo Fricke (Viola)

Seine ersten Gehversuche als Komponist unternahm der Hindemith-Schüler Hugo Fricke mit Auftragsarbeiten für Stummfilm-Produktionen, die jedoch im 2. Weltkrieg vollständig zerstört wurden oder verloren gingen. Nach dem Krieg komponierte er zahlreiche Werke für Kammermusik und Sinfonieorchester, von denen vor allem sein „Rondo für Orchester“ im Konzertleben der DDR Beachtung fand.

## Werke (Auswahl)
- Rondo (für Orchester) (1959)
- Divertimento für Flöte, Oboe, Klarinette, Horn (1965)
- Scherzino für 5 Bläser (1968)
- 3 kleine Stücke für Klarinette und Klavier (1969)[2]